# San Pablo Ixayoc
San Pablo Ixayoc är en ort i Mexiko, tillhörande kommunen Texcoco i delstaten Mexiko. San Pablo Ixayoc ligger i den centrala delen av landet och tillhör Mexico Citys storstadsområde. Orten hade 2 608 invånare vid folkräkningen 2010.